# Кутас, Павел Витальевич
Павел Вита́льевич Ку́тас (укр. Павло Віталійович Кутас; 3 сентября 1982) — украинский, футболист, защитник.

## Клубная карьера
Воспитанник футбольной школы киевского «Динамо». В сезоне 1998/99 дебютировал в составе клуба — «Динамо-3», который выступал во Второй лиге. Также играл и за перволиговый «Динамо-2». Находился в структуре «Динамо» до конца 2000 года, однако в состав первой команды пробиться не смог.
2001 год провёл в Ужгороде, где на условиях аренды защищал цвета местного «Закарпатья». В начале 2002 года перешёл в киевскою «Оболонь», помог команде по результатам сезона 2001/02 завоевать путевку в высшую лигу национального первенства. В течение следующих трех сезонов был ключевым игроком защиты киевской команды, которая соревновалась в элитном дивизионе украинского чемпионата. Впоследствии потерял место в основе, сезон 2005/06 начал в составе второй команды «Оболони», а за несколько туров покинул клуб.
Летом 2006 присоединился к составу команды «Динамо» из Брянска, середняка первой лиги чемпионата России. Провел в Брянске 2,5 сезона, после чего продолжил выступления в России, перейдя в другой местный перволиговый клуб — «СКА-Энергия» с Хабаровска.
После пяти лет выступлений в России в начале 2010 вернулся на Украину, присоединившись в состав своей бывшей команды, «Оболони». Постепенно восстановил за собой место в основном составе команды, а в августе того же года провел свой 86-й матч за «Оболонь» в рамках элитного дивизиона чемпионата Украины, став рекордсменом команды по этому показателю.
В июне 2015 года покинул одесский «Черноморец» в связи с окончанием действия контракта. В августе 2015 года стал игроком ужгородской «Говерлы». 18 октября 2015 на 80-й минуте выездного матча против луганской «Зари» занял место в воротах команды, поскольку голкипер Артур Рудько был удалён с поля, а лимит замен был исчерпан.

## Выступления за сборные
Вызывался в юношескую сборную Украины до 19 лет, где с 2000 года по 2001 год провёл 16 матчей и забил 3 гола. 2000 участвовал в Чемпионате Европы среди юношей до 18 лет. По результатам соревнования стал серебряным призёром чемпионата, на котором сборная Украины по ходу турнира проиграла только одну игру — финальный матч французским сверстникам.
Впоследствии вызывался в ряды молодёжной сборной Украины.

## Достижения
- Серебряный призёр Чемпионата Европы среди юношей до 18 лет: 2000